# ラゴスの海戦 (1693年)
ラゴスの海戦（ラゴスのかいせん、英語: Battle of Lagos）は大同盟戦争中の1693年6月27日（グレゴリオ暦）、トゥールヴィル伯爵アンヌ・イラリオン・ド・コタンタン率いるフランス艦隊がジョージ・ルーク率いる英蘭連合艦隊に勝利した戦闘。ルークの艦隊は「スミルナ船隊」（Smyrna convoy）を保護していた。

## 背景
1693年春、イングランドとオランダの商船が大船隊を組織してスペインと地中海に向かおうとした。しかし、フランス艦隊や私掠船の脅威があったため遅々として出発できなかった。
大船隊は船200隻以上で構成され、護衛としてイングランドのジョージ・ルーク提督率いる戦列艦13隻（イングランド艦8隻とオランダ艦5隻）や火船、偵察艦などから成る戦隊がついた。ルークの護衛戦隊は地中海まで移動してそこで駐留する予定だった。また、大船隊はブレスト港のフランス艦隊による攻撃を警戒して、同地を通過するまで、ルークの護衛戦隊に加えてより大規模な英蘭連合艦隊による護衛を受けることになった。ただし、英蘭連合艦隊は同時にイングランドを侵攻の脅威から守るという任務も負っていたため、途中で英仏海峡に引き返さなければならなかった。
フランスは前年の損失からは回復したものの、本土侵攻は諦めて通商破壊しようとした。フランス王ルイ14世は通商破壊の一環として最良の指揮官トゥールヴィル伯爵を派遣、船隊がジブラルタル海峡を通過する前に奇襲しようとした。トゥールヴィルは5月末までに戦列艦70隻を集め、これに火船、倉庫船なども足して船約100隻を集めてポルトガル王国のラゴス湾に駐留した。
5月末、英蘭連合の商船隊は、フィリップス・ファン・アルモンデ率いるオランダ軍艦24隻とヘンリー・キリグルー、サー・ラルフ・デラヴァル（Ralph Delaval）、クラウズリー・ショヴェルの3人が率いるイングランド軍艦45隻で構成された英蘭連合艦隊とともに出航した。
6月17日、船隊がウェサン島から約150マイル南西のところに着いたところで、連合艦隊の大半が引き返し、船隊はルーク戦隊だけの護衛で南へと進んだ。連合艦隊はフランス艦隊を全く探そうとせず、6月27日までフランス艦隊の所在についての情報も全く受け取っていなかった。その6月27日朝に、ルーク戦隊と商船隊はフランス艦隊に捕捉されて海戦となった。

## 戦闘
ルークは戦闘を回避できなかったが、風上という有利な位置にいた。彼は商船に散開するよう命じ、護衛戦隊には戦闘の陣形をとるよう命じた。戦闘は午後8時頃、フランスのヴァン・ガバレ（van Gabaret）がルーク戦隊の後衛に追いついた時から開始した。オランダの64門艦ゼーラント（Zeeland）とヴァペン・ファン・メデムブリーク（Wapen van Medemblik）は応戦して犠牲となったが、勇猛にたたかったことで他の艦船が逃走する時間を稼いだ。ゼーラントらがようやく降伏したとき、トゥールヴィルは感服して両艦の艦長に祝いの言葉を述べ、2人に「人間なのか、それとも悪魔なのか」と聞いた。ルークも両艦の行動を賞賛した。
翌日、ルークは商船54隻を連れて西に向かった。フランスの軍艦4隻が追撃してきたが、それが接近するとルークの旗艦ロイヤル・オークが迎撃、短期間の砲撃戦の後フランス艦隊は追撃をあきらめて撤退した。船隊はそのままマデイラ諸島に着き、そこで60門艦モンク（Monk）、オランダ艦1隻と商船40から50隻と合流した。その後、船隊は引き返し、途中でほかのはぐれ船と合流しつつ7月30日にアイルランドに帰着した。

## その後
商船隊の半数以上が逃走に成功した。オランダ船を中心に商船約90隻が失われ、うち40隻はフランスに拿捕された。英蘭連合軍にとって、商船を地中海まで送り、地中海に護衛戦隊を駐留させるという2つの目的はどちらも失敗した。一方、フランスにとっては3千万リーブルの戦利品を獲得する大勝利となり、シティ・オブ・ロンドンはこれを27年前のロンドン大火以降で最大の財政災難であるとしている。また、トゥールヴィル伯爵にとっては一年前のバルフルール岬とラ・オーグの海戦の復讐となった。